# Гандхарва
Гандхарвите (на санскрит गन्धर्व, IAST: gandharva, „уханен“) са клас полубогове и небесни певци в индуизма. Гандхарвите са описани в Махабхарата, Рамаяна и Пураните като съпрузи или любовници на Апсарите, като певци и музиканти, които угаждат на девите. Гандхарвите дават името на древната индийска теория за музиката („ Гандхарва Веда “) и на един от видовете брак (бракът на гандхарва е доброволен съюз на момиче и младоженец без одобрението на родителите). В епоса те също действат като воини, въоръжени с лъкове, които понякога могат да бъдат враждебни към хората.
Тази митология може би датира от общата индоевропейска ера, както се вижда от паралели в митологиите на други индоевропейски народи (например памирски жиндурви, гръцки кентаври). В Риг Веда се споменава само един Гандхарва – пазителят на Сома, понякога идентифициран със Сома, съпругът на „Жената на водите“ (apsaras); от него и апсарите се раждат първите предци на хората – близнаците Яма и Ями. Гандхарва живее в горното небе, свързано със слънцето и слънчевата светлина. Понякога се появява като демон, враждебен на Индра. В Атхарва Веда Броят на гандхарвите достига няколко хиляди; те са вредни духове на въздуха, горите и водите. В Шатапатха Брахмаба, Гандхарвите крадат сома (напитка на безсмъртието) от боговете, но са принудени да я върнат, съблазнени от богинята Вак.
Произходът на Гандхарвите се тълкува по различен начин: според Вишну Пурана те произлизат от тялото на Брахма, когато той веднъж пее; „Хариванша“ ги нарича бащата на внука на Брахма – Кашяпа, а майките им – дъщерите на Дакша (Муни, Прадха, Капила и Аришта). Пураните и епосите споменават много царе на Гандхарва, сред които най-значимите са Читрарата, Суряварчас, Вишвавасу и ришиите Нарада. Гандхарвите Тумбуру и Читрасена също често се споменават. По време на царуването на Вишвавасу, според пураническата легенда, възниква вражда между Гандхарвите и Нагите: първо Гандхарвите проникват в подземния свят на Нагите и ограбват от съкровищата им, след това с помощта на Вишну Нагите успяват да прогонят Гандхарвите и да върнат богатството си.
Конете играят важна роля в митологията на Гандхарвите. Гандхарвите носят бог Кубера, като в същото време са наполовина коне, наполовина птици. Кралете на Гандхарва носят коне като подаръци; В епоса често се говори за страната на гандхарвите (Гандхарва-деша), известна със своите коне. Тази област се идентифицира от много историци с Гандхара (Гандхарва-деша), която е била известен център за коневъдство.
Има женски Гандхарви – красиви и хармонични Гандхарви, начело с абстрактния Гандхарви или прародителя на конете.
В будизма гандхарвите играят по-скоро доктринална, отколкото митологична роля. Там гандхарва обикновено се нарича фината форма на съществуване на съзнанието в междинно състояние между смъртта на същество и ново раждане (на санскрит: Антарабхава). Появата на това „междинно същество“ гравитира към формата, която ще бъде придобита при раждането. Гандхарва може да бъде видян или от същества от същия вид в същото състояние, или от тези, които имат „божествено зрение“. Гандхарва се храни с миризми, умът му е замъглен; привлечен от жаждата (тришна), той търси за себе си „оптимална утроба“ и след като я намери, се втурва към мястото на бъдещата си форма на съществуване.
Васубандху в трактата „Абхидхармакоша“ (III, 12) пише: „Ембрионът (гарбха) влиза в утробата на майката при три условия: (1) [когато] майката е здрава и менструацията е редовна, (2) [когато] майка и баща, покрито желание, се обединяват в сексуално сношение и (3) [когато] Гандхарва присъства“.